# Agora (bâtiment)
Pour les articles homonymes, voir Agora (homonymie).
L’Agora est un bâtiment du Conseil de l'Europe. Il lui sert pour ses besoins généraux, le bâtiment du Palais de l'Europe n'ayant pas l'espace suffisant.

## Fonction
Les quelque 600 agents y travaillant dépendent de trois directions générales du Conseil de l'Europe, des droits de l'homme et affaires juridiques, cohésion sociale, et éducation, culture, patrimoine, jeunesse et sport.
Il a été inauguré en 2008 par Bernard Kouchner, alors ministre français des Affaires étrangères.

## Localisation
Situé à proximité de la Cour européenne des droits de l'homme et du Palais de l'Europe, il borde également le canal de la Marne au Rhin.

## Sécurité
En raison de tentatives récurrentes de pénétration du bâtiment par des manifestants, des grilles protègent l'entrée sur le parvis de l'Agora depuis quelques années.